# J. Robert Lennon
John Robert Lennon (1970) é um escritor estadunidense, tendo publicado quatro romances e vários contos até a presente data. Ele reside em Ithaca, Nova York, com esposa e filhos.
Lennon também é músico e compositor. Como artista-solo, gravando como Inverse Room, ele lançou três CDs, Simulacrum (2002), Pieces for the Left Hand (2005) (complemento para o livro homônimo) e American Recluse (2007).  Juntamente com o músico Jim Spitznagel, ele compõe a dupla The Bemus Point, a qual lançou um CD, Infra Dig (2005). No início dos anos 1990, liderou a banda Wicked Bison, que tocava no circuito alternativo dos bares de Filadélfia.

## Obras
- Happyland (2006)
- Pieces for the Left Hand: 100 Anecdotes (2005)
- Mailman (2003)
- On the Night Plain (2001)
- The Funnies (1999)
- The Light of Falling Stars (1997)